# Chelostoma proximum
Chelostoma proximum is een vliesvleugelig insect uit de familie Megachilidae. De wetenschappelijke naam van de soort is voor het eerst geldig gepubliceerd in 1889 door Schletterer.